# Jakobsbergs kvarn

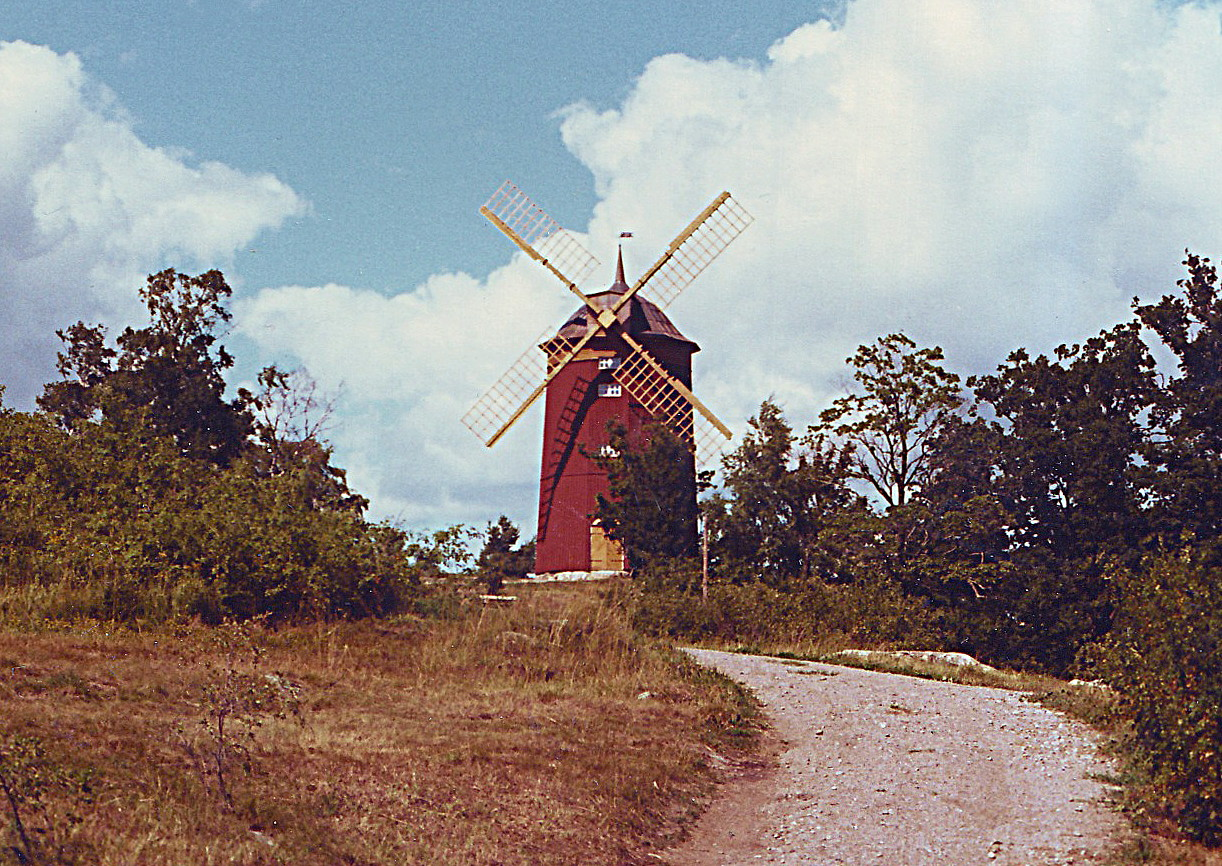
Jakobsbergs kvarn, 1979.

Jakobsbergs kvarn var en väderkvarn i Jakobsberg, Järfälla kommun. Kvarnen härstammade från 1840-talet och har brunnit tre gånger: 1980, 1997 samt 2005. Efter den senaste branden 2005 har den inte byggts upp igen. 

## Historik

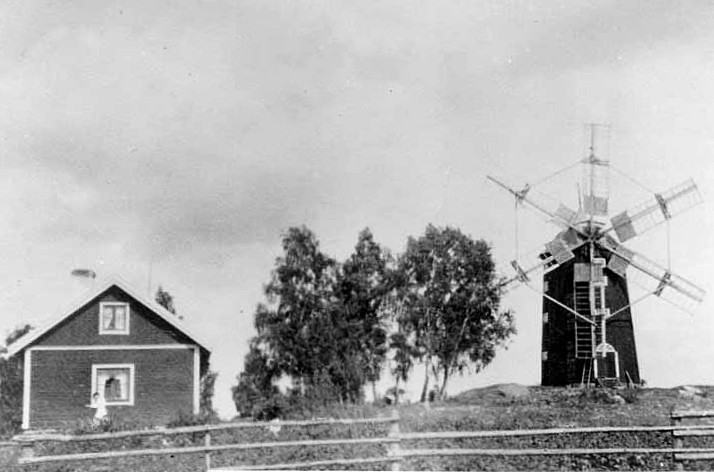
Jakobsbergs kvarn och kvarnstuga, 1919.

Den första kvarnen vid Jakobsbergs gård (numera Jakobsbergs folkhögskola)  restes troligen någon gång under 1780-talets senare hälft. I mantalslängden från 1786 (daterad den 31/10 1785) omtalas en mjölnarhustru och några år senare framgår att hennes man, mjölnaren Erik Andersson, är ”gammal och ofärdig och därför befriad från att erlägga mantalspenningar”. I ett köpebrev från 1788, då kammarrådet Gustaf von Stockenström sålde  Jakobsbergs gård till kammarjunkaren Per Cederfeldt, omnämns uttryckligen Jakobsbergs väderkvarn. Från 1780-talet till 1926, då kvarnrörelsen upphörde, fanns 25 mjölnare anställda vid kvarnen. Omsättningen av mjölnare var stor och de flesta stannade bara mellan ett och två år. På 1840-talet byggdes en ny kvarn.
Det var en holländare, vilket betyder att istället för hela kvarnbyggnaden vreds enbart kvarntoppen inklusive vingarna i önskad vindriktning. Kvarnen var utrustad med sex vingar, som syns på ett fotografi från 1919. Dessa ersattes senare av fyra vingar som framgår av ett vykort från 1926. Byggnaden var tiosidig och avsmalnande uppåt och hade innan den brann ner år 2005 rödfärgad stående locklistpanel.
Kvarnen var i bruk till år 1926 och 1929 förlorade den sina vingar i en höststorm. Under några år i slutet av 1930-talet och början av 1940-talet hyrdes kvarnen av en tysk verkmästare, som inredde en bostad där. Han ville även köpa kvarnen men nekades av militära skäl då andra världskriget var på gång. Kvarnen ägdes sedan av en rad olika personer tills kommunen förvärvade den år 1957. Samma år brann kvarnstugan ner. Själva kvarnen var då i mycket dåligt skick och renoverades av kommunen åren 1958-1959. Bland annat fick kvarnen fyra nya vingar, nya fönster, röd fasadpanel och koppartak.
År 1980 brann kvarnen ner till grunden och återuppförs året därpå som en exakt kopia av den gamla. En sensommarnatt 1997 brann kvarnen igen och återskapas ytterligare en gång. I juli 2005 brann den ner en tredje gång, men därefter blev det inga fler återuppbyggnader och idag återstår bara grunden. I kommunalvalet 2014 lovade flera av de etablerade partierna att bygga upp kvarnen ännu en gång.

## Bilder

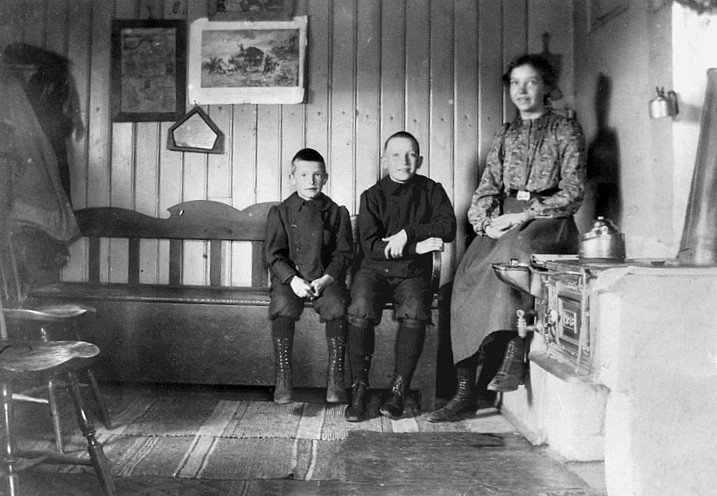
Köket i kvarnstugan 1910
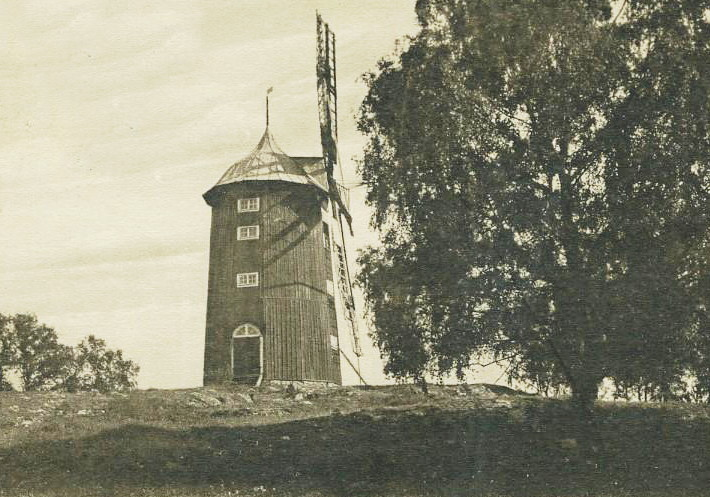
Vykort från 1926
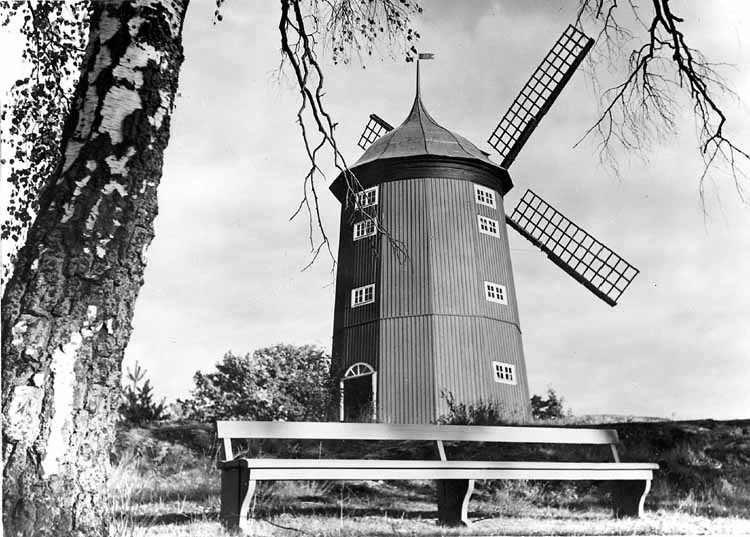
Kvarnen renoverad 1959
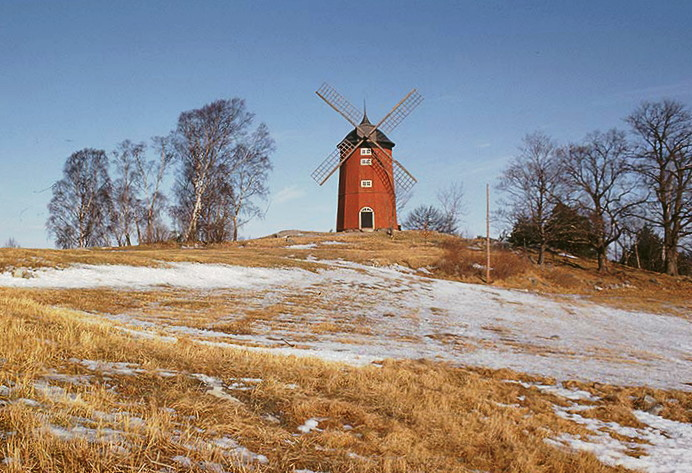
Kvarnen 1965